# Diecezja Gbarnga
Diecezja Gbarnga – diecezja rzymskokatolicka w Liberii. Powstała w 1986.

## Biskupi diecezjalni
- - Bp Anthony Fallah Borwah (od 2011)
  - Bp Lewis Zeigler (2002–2009)
  - Bp Benedict Dotu Sekey (1986–2000)